# Superliga de Turquía 2010-11
La Superliga de Turquía 2010-11 (Spor Toto Süper Lig por razones de patrocinio)  fue la 53.ª edición de la primera división del fútbol en Turquía.

## Tabla de posiciones
| Pos. | Equipo         | PJ | PG | PE | PP | GF | GC | DG  | Pts |
| ---- | -------------- | -- | -- | -- | -- | -- | -- | --- | --- |
| 1.   | Fenerbahçe (C) | 34 | 26 | 4  | 4  | 84 | 34 | +50 | 82  |
| 2.   | Trabzonspor    | 34 | 25 | 7  | 2  | 69 | 23 | +46 | 82  |
| 3.   | Bursaspor      | 34 | 17 | 10 | 7  | 50 | 29 | +21 | 61  |
| 4.   | Gaziantepspor  | 34 | 17 | 8  | 9  | 44 | 33 | +11 | 59  |
| 5.   | Beşiktaş       | 34 | 15 | 9  | 10 | 53 | 36 | +17 | 54  |
| 6.   | Kayserispor    | 34 | 14 | 9  | 11 | 46 | 44 | +2  | 51  |
| 7.   | Eskişehirspor  | 34 | 12 | 11 | 11 | 41 | 40 | +1  | 47  |
| 8.   | Galatasaray    | 34 | 14 | 4  | 16 | 41 | 46 | –5  | 46  |
| 9.   | Karabükspor    | 34 | 12 | 8  | 14 | 46 | 53 | –7  | 44  |
| 10.  | Manisaspor     | 34 | 13 | 4  | 17 | 49 | 52 | –3  | 43  |
| 11.  | Antalyaspor    | 34 | 10 | 12 | 12 | 41 | 48 | –7  | 42  |
| 12.  | İstanbul B.B.  | 34 | 12 | 6  | 16 | 40 | 45 | –5  | 42  |
| 13.  | MKE Ankaragücü | 34 | 10 | 11 | 13 | 52 | 62 | –10 | 41  |
| 14.  | Gençlerbirliği | 34 | 10 | 10 | 14 | 43 | 51 | –8  | 40  |
| 15.  | Sivasspor      | 34 | 8  | 11 | 15 | 43 | 57 | –14 | 35  |
| 16.  | Bucaspor       | 34 | 6  | 8  | 20 | 37 | 65 | –28 | 26  |
| 17.  | Konyaspor      | 34 | 4  | 12 | 18 | 28 | 49 | –21 | 24  |
| 18.  | Kasımpaşa      | 34 | 5  | 8  | 21 | 31 | 71 | –40 | 23  |

|  | Campeón. Clasifica a la fase de grupos de la Liga de Campeones de la UEFA 2011-12 |
|  | Fase de grupos de la Liga de Campeones de la UEFA 2011-12                         |
|  | Cuarta ronda previa (play-off) de la Liga Europea de la UEFA 2011-12              |
|  | Tercera ronda previa de la Liga Europea de la UEFA 2011-12                        |
|  | Segunda ronda previa de la Liga Europea de la UEFA 2011-12                        |
|  | Descenso a la TFF Primera División                                                |

|                                 |
| Campeón Fenerbahçe 18.vo título |

## Goleadores
| Pos. | Jugador             | Club          | Goles |
| ---- | ------------------- | ------------- | ----- |
| 1    | Alexsandro de Souza | Fenerbahçe    | 28    |
| 2    | Burak Yılmaz        | Trabzonspor   | 19    |
| 3    | Mamadou Niang       | Fenerbahçe    | 15    |
| 4    | Emmanuel Emenike    | Karabükspor   | 14    |
| 5    | Necati Ateş         | Antalyaspor   | 13    |
| 5    | Umut Bulut          | Trabzonspor   | 13    |
| 7    | Olcan Adın          | Gaziantepspor | 12    |
| 7    | Jajá                | Trabzonspor   | 12    |
| 7    | Josh Simpson        | Manisaspor    | 12    |
| 10   | Kahê                | Manisaspor    | 10    |
| 10   | Semih Şentürk       | Fenerbahçe    | 10    |
| 10   | Stanislav Šesták    | Ankaragücü    | 10    |
| 10   | Tita                | Antalyaspor   | 10    |
| 10   | Cenk Tosun          | Gaziantepspor | 10    |